# John Radcliffe (chevalier)
Pour les articles homonymes, voir John Radcliffe.
Sir John Radcliffe, d’Attleborough, est un chevalier et administrateur anglais mort en 1441. Il exerce dans sa carrière les fonctions de Second Baron of Exchequer of Ireland (équivalent de ministre du Trésor et des Finances), de bouteiller en chef d'Irlande, de sénéchal de Gascogne, de bailli d’Évreux et de connétable de Bordeaux (alors sous domination anglaise). Il représente le comté de Norfolk au parlement d'Angleterre en 1420 et 1427. 

## Biographie
John est le fils cadet de James Radcliffe, seigneur de Radcliffe à Lancaster et de Joan Tempest. Il passe ses premières années dans l'entourage de Thomas de Lancastre, deuxième fils du roi Henri IV, qui le nomme en avril 1406 bouteiller en chef d'Irlande. 
Il est chevalier de la Jarretière. 
On le trouve en bailli d’Évreux en Normandie en 1418, puis connétable de Bordeaux en Gascogne à partir de 1419. De 1423 à 1436 il exerce sur le continent la fonction de sénéchal de Gascogne, avec une absence entre 1427 et 1431. En 1434 il est simultanément chambellan de Galles du Nord, et en 1435 il remplit en même temps la charge de lieutenant de Calais, c'est-à-dire qu'il remplace le capitaine de la ville, un noble de haut rang qui ne peut occuper effectivement ce poste, consistant à gouverner la Marche de Calais, sa garnison, en garder la forteresse et les châteaux, y rendre la justice.   
Il meurt en 1441 et est enterré à l'église d'Attleborough, dans le Norfolk.

## Descendance
John Radcliffe épouse d'abord Cecilia, fille de Thomas Mortimer et Mary Parke, d'où : 
- John Radcliffe
- Thomas Radcliffe
- Fynette Radcliffe
- Roger Radcliffe

Il se remarie avec Catherine, fille d'Edward Burnell et d'Alice Le Strange, et ont pour enfants connus : 
- James Radcliffe
- Robert Radcliffe
- Alicia Radcliffe